# Miranda Hart
Miranda Hart (ur. 14 grudnia 1972 w Torquay) – angielska aktorka, komiczka i scenarzystka.
W 2005 roku grała w serialu Dobrej nocki (Nighty Night), w latach 2006–2007 w Hyperdrive, w 2006-2009 w Nigdzie się nie wybieram (Not Going Out), w 2009 roku w Monday Monday a w latach 2009–2010 była scenarzystką, producentką oraz odtwórczynią głównej roli w serialu Miranda. Od 2012 roku występowała w serialu Call the Midwife.
Miranda Hart została uhonorowana trzema nagrodami British Comedy Awards – w 2010 i 2011 roku dla najlepszej telewizyjnej aktorki komediowej (obie za występy w serialu Miranda) oraz w 2010 roku nagrodą publiczności. W 2010 i 2011 roku otrzymała za występ w tym samym serialu nagrodę Royal Television Society za najlepszy występ komediowy, a w 2010 roku była nominowana do nagrody RTS dla najlepszego scenarzysty komediowego. Dwukrotnie nominowana była też do nagrody BAFTA za najlepszą kobiecą rolę komediową – w 2010 i 2011 roku (także za serial Miranda).
Sam serial był w 2010 roku nominowany do nagrody BAFTA dla najlepszej komedii sytuacyjnej a w 2011 otrzymał nagrody RTS dla najlepszej komedii i BCA dla najlepszej komedii sytuacyjnej.